# Stettler
Stettler es un pueblo canadiense situado en la provincia de Alberta.

## Superficie
Stettler tiene una superficie de 13,19 km².

## Demografía
En 2021, tenía 5695 habitantes, una densidad poblacional de 431,9 hab./km², y 2574 viviendas.